# M3 Gun Motor Carriage
M3 Gun Motor Carriage foi um destruidor de tanques do Exército dos Estados Unidos utilizado durante a Segunda Guerra Mundial.
Em 1940, após perceber que um dos motivos que possibilitou o rápido avanço alemão durante a Batalha da França foi o uso da artilharia autopropulsada, o exército americano decidiu pelo desenvolvimento de uma dessas armas para integrar seu arsenal. Assim, inicialmente chamado de T12, surge o M3 Gun Motor Carriage, baseado no chassi do M3 Half-track e com um canhão de 75 mm.
O M3 serviu na Batalha das Filipinas, onde foi utilizado no apoio às tropas de manobra, na Campanha Norte-Africana, onde teve destaque na Batalha de El Guettar, na Guerra do Pacífico, onde mostrou-se altamente eficiente contra os tanques japoneses Type 95 Ha-Go e Type 97 Chi-Ha, e na Invasão aliada da Sicília, quando começou a ser substituído pelo destruidor de tanques M10.
Um total de 2.203 foram construídos, com 1.361 sendo convertidos de volta para o M3 Half-track.